# Brasiloniscus verrucosus
Brasiloniscus verrucosus is een pissebed uit de familie Pudeoniscidae. De wetenschappelijke naam van de soort is voor het eerst geldig gepubliceerd in 1973 door Lemos de Castro.